# Maksim Gordiejew
Maksim Alieksandrowicz Gordiejew (ros. Максим Александрович Гордеев; ur. 1 listopada 1995 w Karakole) – kirgiski narciarz alpejski.

## Biografia
Brał udział w Zimowej Uniwersjadzie w 2017 roku w konkurencjach slalom oraz slalom gigant. W tych samych konkurencjach wziął udział podczas Zimowej Uniwersjady w 2019. Reprezentował Kirgistan na zimowych igrzyskach olimpijskich w 2022 w slalomie oraz slalomie gigancie.